# O Príncipe das Marés
The Prince of Tides (br/pt O Príncipe das Marés) é um filme estadunidense de 1991, dirigido por Barbra Streisand, baseado no livro homônimo de Pat Conroy. O filme foi nomeado para o Óscar de Melhor Filme, perdendo para O Silêncio dos Inocentes.

## Sinopse
Tom Wingo, um treinador de rúgbi desempregado da Carolina do Sul, viaja a Nova York para ficar ao lado de sua irmã. Lá, se envolve com a psiquiatra Susan Lowenstein, enquanto tenta superar seus conflitos de família e traumas de infância.

## Elenco
- Barbra Streisand como Susan Lowenstein
- Nick Nolte como Tom Wingo
- Blythe Danner como Sallie Wingo
- Kate Nelligan como Lila Wingo Newbury
- Jeroen Krabbé como Herbert Woodruff, Lowenstein's husband
- Melinda Dillon como Savannah Wingo
- George Carlin como Eddie Detreville, Savannah's neighbor
- Jason Gould como Bernard Woodruff, filho de Lowenstein (e filho de Streisand na vida real com Elliot Gould)

## Principais prêmios e indicações
Oscar 1992 (EUA)
- Indicado nas categorias de melhor filme, melhor ator (Nick Nolte), melhor atriz coadjuvante (Kate Nelligan), roteiro adaptado, direção de arte, fotografia e trilha sonora[carece de fontes?]

Globo de Ouro 1992 (EUA)
- Vencedor na categoria de melhor ator (Nick Nolte)[carece de fontes?]
- Indicado também na categoria de melhor atriz coadjuvante (Kate Nelligan)[carece de fontes?]